# ヘスス・ティノコ
ヘスス・ラファエル・ティノコ（Jesús Rafael Tinoco、1995年4月30日 - ）は、ベネズエラ・モナガス州マトゥリン出身のプロ野球選手（投手）。右投右打。MLBのマイアミ・マーリンズ所属。

## 経歴

### プロ入りとブルージェイズ傘下時代
2011年9月にアマチュアFAでトロント・ブルージェイズと契約してプロ入り。
2012年にドミニカン・サマーリーグ・ブルージェイズでプロデビューを果たし、12試合（7先発）で0勝4敗、防御率4.14だった。シーズン終盤にガルフ・コーストリーグ・ブルージェイズに昇格した。
2013年もガルフ・コーストリーグ・ブルージェイズでプレーした。12試合（9先発）で0勝5敗、防御率5.09の成績を残した。
2014年にはブルーフィールド・ブルージェイズでプレーした。12試合の先発で1勝9敗、防御率4.95の成績を残した。
2015年はA級のランシング・ラグナッツで開幕を迎えた。

### ロッキーズ時代
2015年7月28日にトロイ・トゥロウィツキー、ラトロイ・ホーキンスとのトレードで、ホセ・レイエス、ジェフ・ホフマン、ミゲル・カストロと共にコロラド・ロッキーズに移籍した。移籍後はアッシュビル・ツーリスツに配属された。2チームの合計で22試合に先発し、7勝6敗、防御率2.97を記録した。

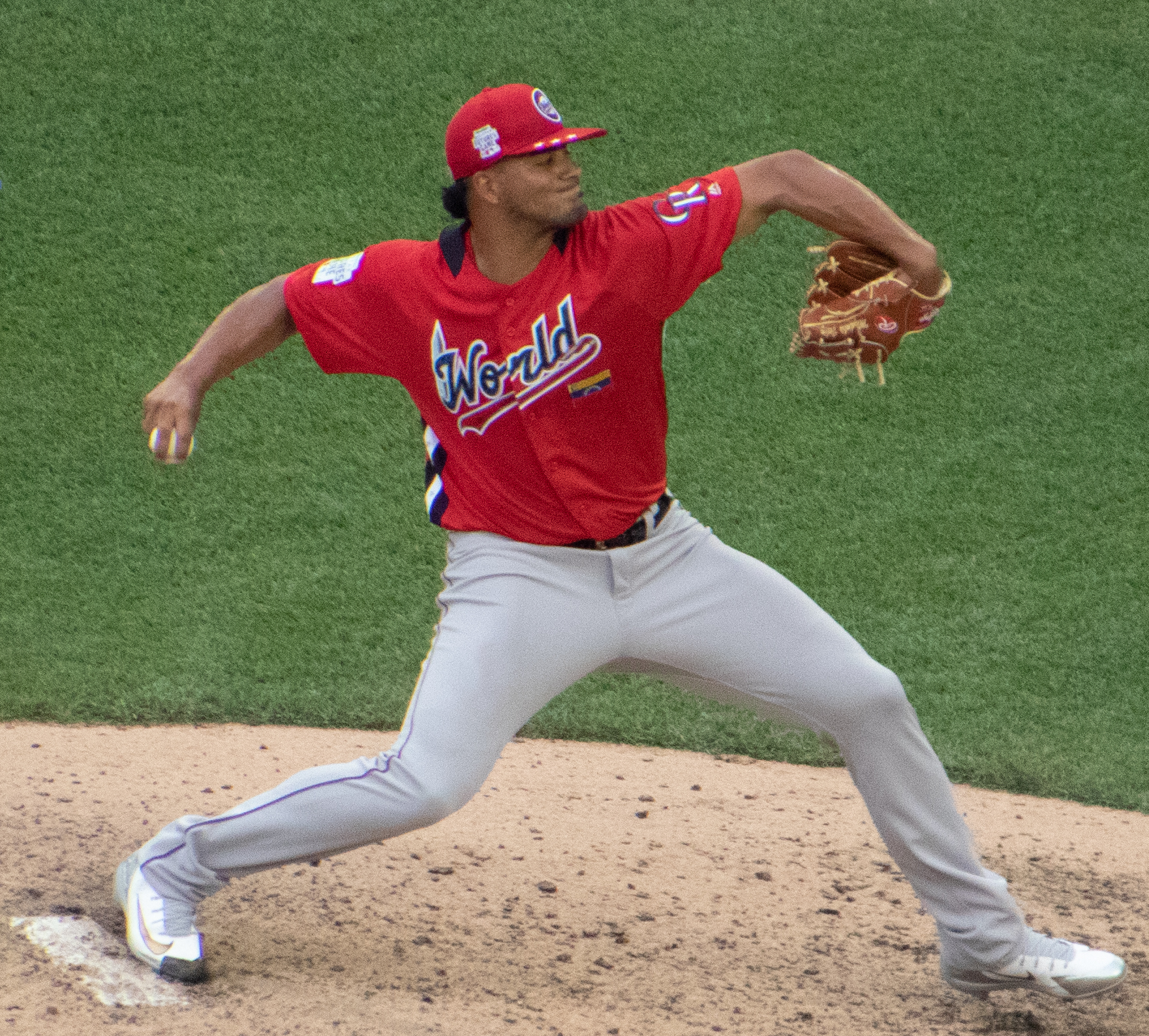
オールスター・フューチャーズゲームにて（2018年）

2016年は、ツーリスツとモデスト・ナッツでプレーした。20試合に先発して3勝11敗、防御率6.86の成績を残した。
2017年はランカスター・ジェットホークスでプレーし、24試合の先発で11勝4敗、防御率4.67を記録した。シーズン終了後にロースターに追加された。
2018年は、AA級のハートフォード・ヤードゴーツでプレーした。26試合の先発で9勝12敗、防御率4.79の成績を残した。
2019年は、開幕をAAA級のアルバカーキ・アイソトープスで迎えた。5月31日にメジャーに昇格し、その日のトロント・ブルージェイズ戦でメジャーデビューを果たした。

### マーリンズ時代
2020年8月13日にチャド・スミスとのトレードでマイアミ・マーリンズに移籍した。8月30日にDFAになった。

### ロッキーズ復帰
2020年9月3日にウェイバー公示を経てコロラド・ロッキーズに移籍した。11月20日にDFAとなり、ウェーバー公示を経て傘下のマイナーチームに配属された。
2021年は、開幕をマイナーで迎えたが、7月28日にメジャーに昇格した。

### レンジャーズ時代
2021年12月3日にテキサス・レンジャーズとマイナー契約を結んだ。
2022年6月10日に新型コロナウイルス関連で故障者リスト入りした選手の代替としてメジャーに昇格した。20日にマイナーに降格した。9月に再昇格し、以降は中継ぎとして9試合連続無失点を続けるなど好投していたが、10月4日のニューヨーク・ヤンキース戦ではアーロン・ジャッジにア・リーグ新記録となる62号本塁打を献上している。

### 西武時代
2022年12月16日、埼玉西武ライオンズと契約を結んだ。1年契約で推定年俸1億円。
2023年は3月31日のオリックスとの開幕戦で10回から登板したが、最初の対戦打者となる宗佑磨にいきなり決勝本塁打を打たれて敗戦投手となった。5月には月間防御率1.93と復調するも、8月には二軍落ちも経験。最終的に38試合に登板して0勝3敗8ホールド、防御率2.83という成績を残したが、契約延長はなく、10月31日に自由契約選手として公示された。

### レンジャーズ復帰
2023年12月27日に来日前に所属していたテキサス・レンジャーズとマイナー契約を結び、2024年のスプリングトレーニングに招待選手として参加することになった。2024年5月23日にメジャー契約を結んでアクティブ・ロースター入りした。しかし9試合登板で防御率8.10と振るわなかった。6月16日にDFAとなり、同月20日にFAとなった。

### カブス時代
2024年6月25日にカンザスシティ・ロイヤルズとマイナー契約を結んだが、7月16日に金銭トレードでシカゴ・カブスへ移籍した。同月19日にメジャー契約を結んでアクティブ・ロースター入りした。カブスでは2試合に登板し、いずれも無失点に抑えたが、7月27日にネイト・ピアーソンの加入に伴いDFAとなった。

### マーリンズ復帰
2024年7月30日にウェイバー公示を経てマイアミ・マーリンズへ移籍した。

## 投球スタイル
最速157km/hの速球に加え、2022年は平均154km/hのシンカーが投球の約44％を占め、スライダー、カーブなど変化球も多彩である。
2024年に至ってはスライダーだけで投球全体の半分以上を占めているほか、2024年以降はカーブを投げておらず、チェンジアップ、カットボールで緩急をつけている。

## 詳細情報

### 年度別投手成績
| 年 度    | 球 団    | 登 板 | 先 発 | 完 投 | 完 封 | 無 四 球 | 勝 利 | 敗 戦 | セ 丨 ブ | ホ 丨 ル ド | 勝 率 | 打 者 | 投 球 回 | 被 安 打 | 被 本 塁 打 | 与 四 球 | 敬 遠 | 与 死 球 | 奪 三 振 | 暴 投 | ボ 丨 ク | 失 点 | 自 責 点 | 防 御 率 | W H I P |
| -------- | -------- | ----- | ----- | ----- | ----- | -------- | ----- | ----- | -------- | ----------- | ----- | ----- | -------- | -------- | ----------- | -------- | ----- | -------- | -------- | ----- | -------- | ----- | -------- | -------- | ------- |
| 2019     | COL      | 24    | 0     | 0     | 0     | 0        | 0     | 3     | 1        | 2           | .000  | 161   | 36.0     | 36       | 12          | 22       | 1     | 1        | 28       | 1     | 0        | 23    | 19       | 4.75     | 1.61    |
| 2020     | MIA      | 3     | 0     | 0     | 0     | 0        | 0     | 0     | 0        | 0           | ----  | 15    | 5.0      | 0        | 0           | 3        | 0     | 0        | 3        | 0     | 0        | 0     | 0        | 0.00     | 0.60    |
| 2020     | COL      | 3     | 0     | 0     | 0     | 0        | 0     | 0     | 0        | 0           | ----  | 17    | 3.2      | 0        | 0           | 4        | 0     | 0        | 3        | 2     | 0        | 1     | 1        | 2.45     | 1.91    |
| '20計    | COL      | 6     | 0     | 0     | 0     | 0        | 0     | 0     | 0        | 0           | ----  | 32    | 8.2      | 3        | 0           | 7        | 0     | 0        | 6        | 2     | 0        | 1     | 1        | 1.04     | 1.15    |
| 2021     | COL      | 1     | 0     | 0     | 0     | 0        | 0     | 0     | 0        | 0           | ----  | 10    | 1.1      | 5        | 3           | 1        | 0     | 1        | 1        | 0     | 0        | 5     | 5        | 33.75    | 4.50    |
| 2022     | TEX      | 17    | 2     | 0     | 0     | 0        | 0     | 0     | 0        | 4           | ----  | 84    | 20.2     | 12       | 2           | 10       | 0     | 1        | 10       | 0     | 0        | 5     | 5        | 2.18     | 1.06    |
| 2023     | 西武     | 38    | 0     | 0     | 0     | 0        | 0     | 3     | 0        | 8           | .000  | 160   | 35.0     | 33       | 1           | 20       | 2     | 3        | 29       | 0     | 0        | 13    | 11       | 2.83     | 1.51    |
| 2024     | TEX      | 9     | 0     | 0     | 0     | 0        | 0     | 0     | 0        | 1           | ----  | 50    | 10.0     | 11       | 2           | 7        | 0     | 2        | 9        | 1     | 0        | 9     | 9        | 8.10     | 1.80    |
| 2024     | CHC      | 2     | 0     | 0     | 0     | 0        | 0     | 0     | 0        | 0           | ----  | 14    | 4.0      | 3        | 0           | 0        | 0     | 0        | 3        | 0     | 0        | 0     | 0        | 0.00     | 0.75    |
| 2024     | MIA      | 21    | 0     | 0     | 0     | 0        | 1     | 0     | 3        | 5           | 1.000 | 98    | 26.2     | 13       | 1           | 5        | 1     | 1        | 30       | 0     | 0        | 6     | 6        | 2.03     | 0.68    |
| '24計    | MIA      | 32    | 0     | 0     | 0     | 0        | 1     | 0     | 3        | 6           | 1.000 | 162   | 40.2     | 27       | 3           | 12       | 1     | 3        | 42       | 1     | 0        | 15    | 15       | 3.32     | 0.96    |
| MLB：5年 | MLB：5年 | 80    | 2     | 0     | 0     | 0        | 1     | 3     | 4        | 12          | .250  | 449   | 107.1    | 83       | 20          | 52       | 2     | 6        | 94       | 4     | 0        | 49    | 45       | 3.77     | 1.26    |
| NPB：1年 | NPB：1年 | 38    | 0     | 0     | 0     | 0        | 0     | 3     | 0        | 8           | .000  | 160   | 35.0     | 33       | 1           | 20       | 2     | 3        | 29       | 0     | 0        | 13    | 11       | 2.83     | 1.51    |

- 2024年度シーズン終了時

### 年度別守備成績
| 年 度 | 球 団 | 投手（P） | 投手（P） | 投手（P） | 投手（P） | 投手（P） | 投手（P） |
| 年 度 | 球 団 | 試 合     | 刺 殺     | 補 殺     | 失 策     | 併 殺     | 守 備 率  |
| ----- | ----- | --------- | --------- | --------- | --------- | --------- | --------- |
| 2019  | COL   | 24        | 3         | 2         | 0         | 0         | 1.000     |
| 2020  | MIA   | 3         | 0         | 2         | 0         | 0         | 1.000     |
| 2020  | COL   | 3         | 0         | 0         | 0         | 0         | ----      |
| '20計 | COL   | 6         | 0         | 2         | 0         | 0         | 1.000     |
| 2021  | COL   | 1         | 0         | 0         | 0         | 0         | ----      |
| 2022  | TEX   | 17        | 1         | 2         | 0         | 1         | 1.000     |
| 2023  | 西武  | 38        | 1         | 3         | 0         | 0         | 1.000     |
| 2024  | TEX   | 9         | 0         | 0         | 0         | 0         | ----      |
| 2024  | CHC   | 2         | 0         | 2         | 0         | 0         | 1.000     |
| 2024  | MIA   | 21        | 3         | 1         | 0         | 0         | 1.000     |
| '24計 | MIA   | 32        | 3         | 3         | 0         | 0         | 1.000     |
| MLB   | MLB   | 48        | 4         | 6         | 0         | 1         | 1.000     |
| NPB   | NPB   | 38        | 1         | 3         | 0         | 0         | 1.000     |

- 2024年度シーズン終了時

### 記録

#### NPB
初記録
- 初登板：2023年3月31日、対オリックス・バファローズ1回戦（ベルーナドーム）、10回表に3番手で救援登板、1回1失点で敗戦投手
- 初ホールド：2023年4月4日、対東北楽天ゴールデンイーグルス1回戦（楽天モバイルパーク宮城）、8回裏に2番手で救援登板、1回無失点

その他の記録
- 初登板で対戦した第1打者に被本塁打：2023年3月31日、対オリックス・バファローズ1回戦（ベルーナドーム）、10回表に宗佑磨に右越ソロ ※史上82人目、初球は10人目、リリーフで敗戦投手は史上初

### 背番号
- 32（2019年 - 2020年8月、2020年9月 - 2021年）
- 41（2020年8月 - 9月）
- 63（2022年）
- 54（2023年）
- 59（2024年 - 同年6月15日）
- 0（2024年7月19日 - 同年7月26日）
- 92（2024年7月31日 - ）